# Cal Traguitxo
Cal Traguitxo és una antiga masoveria habilitada com a refugi d'Arbúcies (Selva) inclosa a l'Inventari del Patrimoni Arquitectònic de Catalunya.

## Descripció
El corral del Vidal està situat a 1060 metres d'alçada, dins el Parc Natural del Montseny des d'on s'aprecia el pic de les Agudes de molt a prop. És un edifici de construcció tradicional aixecat en pedra local, de planta rectangular, planta baixa i pis, coberta a dues vessants, i carener perpendicular a la façana.
Es tracta d'una casa senzilla que només té obertures a la façana principal, són quadrangulars amb llinda de fusta i alguna envoltada de rajol. N'hi ha tres al primer pis i una a la planta baixa. Al centre i a la dreta hi ha dues portes també amb llinda de fusta i rajol. Es troba restaurada completament.
El corral d'en Vidal a més de la funció de jaça pleta pel bestiar, acomplia una funció de masoveria en altura, amb espai físic destinat a habitatge humà.
De l'antic corral no en queda pràcticament res, es trobava situat molt a prop de la masoveria (X: 454865; Y: 4628010).

## Història
El cas de la masia del Vidal és exemplificadora del sistema d'ocupació de la muntanya arran de l'apogeu del camp català, sobretot a partir del segle xvii. Així trobem la masia mare el Vidal a 510 m d'alçada, la casanova del Vidal a 600 m i el Corral del Vidal a 1060 metres, fenomen que respon a un sistema colonitzador de la muntanya lligat a l'enriquiment dels propietaris i a l'augment natural de la població.
En el padró de 1883 hi consta una família de quatre membres, en el de 1940 hi apareixen dues persones.
En l'amillarament de 1935 Trinitat Oms i Ruyra declara els límits del mas: a orient amb terres dels masos Regàs i Cortina, a migdia amb honors del mas Vilanova, a ponent amb el mas Regàs i a nord amb terrenys de l'esmentat mas Regàs.